# 勒维莱
勒维莱（法語：Le Villey）是法国汝拉省的一个市镇，属于隆莱索涅区（Lons-le-Saunier）绍梅尔吉县（Chaumergy）。该市镇总面积3.57平方公里，2009年时的人口为78人。

## 人口
勒维莱人口变化图示